# ديفيد جاسي
ديفيد جاسي (بالأحلاف اللاتينية David Jassy) هو موسيقي، ومغني، ومؤلف ومنتج فني سويدي من أصل غامبي. كان عضوا مع صديقه Andrés Avellán في فريق الهيب هوب السويدي Navigators في التسعينات من القرن العشرين، حيث أصدر معهم ألبوم Daily Life Illustrators وعدد من السينغلز.
بعد انفراط عقد الفريق، أسس ستوديو إنتاج وتعاون مع العديد من الفنانين السويديين منهم دارين ومجموعة من المغنين العالميين، منهم آشلي تيسدال، نو أنجلس، شاريس وغيرهم.
في شباط 2010، أدين بالتسبب بمقتل John Osnes عمدا (قتل من الدرجة الثانية) في 23 نوفمبر/تشرين الثاني 2008 في مدينة لوس أنجلس، وحكم عليه بالحبس من 15 سنة إلى المؤبد، ولا يمكن إطلاق سراحه من السجون الأميركية.

## وصلات خارجية
- ديفيد جاسي على موقع IMDb (الإنجليزية)
- ديفيد جاسي على موقع ميوزك برينز (الإنجليزية)
- ديفيد جاسي على موقع ديسكوغز (الإنجليزية)

- MySpace